# Korean Air KUS-FS
Korean Air KUS-FS – południowokoreański bezzałogowy aparat latający średnich wysokości przeznaczony do wykonywania misji zwiadowczych i rozpoznawczych, w tym również zwiadu/rozpoznania elektronicznego.

## Historia
Pierwszoplanowe zadania stawiane przed samolotem dotyczą realizacji misji o charakterze rozpoznawczym i zwiadowczym. Maszyna jest wyposażona w głowicę obserwacyjną oraz radar z syntetyczną aperturą NexSAR o rozdzielczości 30 cm. Radar został specjalnie opracowany na potrzeby projektu KUS-FS przez firmę LIG Nex1. System łączności satelitarnej i w linii wzroku. Pod każdym ze skrzydeł zainstalowano po dwa węzły do podwieszania uzbrojenia. Prace nad opracowaniem aparatu zakończono w 2023 roku, plany zakładały uruchomienie produkcji seryjnej w 2024 roku. Nowa konstrukcja ma wejść na wyposażenie 39. Skrzydła Rozpoznawczego Sił Powietrznych Republiki Korei.